# 内海亮子
内海 亮子（うつみ りょうこ、1985年9月26日 - ）は、北海道出身の元バスケットボール選手である。ニックネームは「ツキ」（月のように輝くプレーヤーになれるよう命名された）。ポジションはフォワード。現役時代はJOMOサンフラワーズに所属した。
父は同チームのヘッドコーチを務めた内海知秀。京都ハンナリーズなどに所属した内海慎吾は実兄。

## 来歴
桜花学園高で多くの全国タイトルを獲得する。
卒業後、父が指揮を執るJOMOサンフラワーズに入団。2006-07シーズンのリーグ優勝に貢献する。
同じく父が指揮を執る日本代表にも選ばれ、2006年アジア大会及び、2007年アジア選手権、2008年北京五輪世界最終予選に出場する。
父の退任に合わせるかのように2012年引退。